# 14831 Gentileschi
14831 Gentileschi este un asteroid din centura principală de asteroizi.

## Descriere
14831 Gentileschi este un asteroid din centura principală de asteroizi. A fost descoperit pe 22 ianuarie 1987 la Observatorul La Silla de Eric Walter Elst. Asteroidul prezintă o orbită caracterizată de o semiaxă mare de 2,59 ua, o excentricitate de 0,13 și o înclinație de 12,2° în raport cu ecliptica.